# Stephen Walt
Stephen Martin Walt (n. 2 iulie 1955, New Mexico, SUA) este profesor de relații internaționale la Format:Ll-wd la Universitatea Harvard. Fiind un membru al școlii realiste de relații internaționale, Walt a adus contribuții importante la teoria neo-realismului și este autorul teoriei 
echlibrului amenințărilor⁠(d). Printre cărțile pe care le-a scris sau unde a fost co-autor se numără Origins of Alliances, Revolution and War și The Israel Lobby and U.S. Foreign Policy.

## Viața personală și educația
Stephen Martin Walt s-a născut la 2 iulie 1955 în Los Alamos, New Mexico, unde tatăl său, fizician, a lucrat la Laboratorul Național Los Alamos. Mama sa era profesoară. Familia s-a mutat în zona Bay când Walt avea aproximativ opt luni.
Walt a crescut în Los Altos Hills. Și-a făcut studiile universitare la Universitatea Stanford. Inițial a urmat chimia cu gândul de a deveni biochimist, dar apoi s-a mutat la istorie și în final la relații internaționale.
După obținerea B.A., Walt a început studiile postuniversitare la Universitatea Berkeley din California și a absolvit cu M.A. în Științe Politice în 1978 și cu Ph.D. în Științe Politice în 1983.
Walt este căsătorit cu Rebecca E. Stone și au doi copii. Soția sa a candidat pentru Camera Reprezentanților din Massachusetts în alegerile din 2018.

## Carieră
Walt a predat la Universitatea Princeton și la Universitatea din Chicago, unde a fost conducator al Diviziei Colegiale de Științe Sociale și Decan al Științelor Sociale. Până în 2015, a fost profesor in cadru Robert și Renee Belfer în Afaceri Internaționale la Harvard Kennedy School⁠(d).

## Opinii

### Politica externă americană
În articolul comprehensiv „Taming American Power” (2005), Walt a argumentat că SUA ar trebui să „facă poziția sa dominantă acceptabilă pentru alții - prin folosirea forței militare moderat, prin întărirea cooperării cu aliații importanți și, cel mai important, prin refacerea imaginii internaționale distruse”. El a propus ca SUA să „reia rolul său tradițional ca un offshore balancer”, să intervină „numai atunci când este absolut necesar” și să mențină „prezența sa militară cât mai redusă posibil”.
Într-un articol din 2011 pentru The National Interest, "Sfârșitul erei americane", Walt a scris că America pierde poziția sa de dominanță mondială.
Walt a ținut un discurs în 2013 la Institutul Norvegian pentru Studii de Apărare, "De ce eșuează politica externă a SUA?" Institutul a descris mai târziu că Walt vede "o înclinație imensă în instituțiile politice externe ale SUA către o politică externă activistă" și "o propensitate de a exagera amenințările, menționând că șansele de a fi lovit de fulger au fost mult mai mari din 2001 decât moartea prin atac terorist". De asemenea, a caracterizat SUA ca fiind lipsită de "abilitate și finese diplomatică" și a sfătuit europenii "să se gândească la ei înșiși și să nu se bazeze pe SUA pentru ghidare sau sfaturi privind rezolvarea problemelor de securitate". În final, a argumentat că "SUA nu este suficient de pricepută pentru a conduce lumea".
În 2013, Walt a întrebat "De ce sunt americanii atât de dispuși să plătească taxe pentru a sprijini un aparat de securitate național care înconjoară lumea, dar sunt atât de reticenți să plătească taxe pentru a avea școli mai bune, îngrijire medicală, drumuri, poduri, metrouri, parcuri, muzee, biblioteci

### Europa de Est si Rusia
În 2015, Walt a scris că extinderea invitațiilor pentru membru NATO în statele din fosta bloc a Sovietică este un „scop periculos și inutil” și că națiuni precum Ucraina ar trebui să fie „stat tampon neutru în perpetuitate”. Din această perspectivă, el a crezut că armarea forțelor armate ucrainene după anexarea Crimeii de către Rusia este "o rețetă pentru un conflict mai lung și mai distructiv".

### Teoria echilibrului de putere
Teoria echilibrului amenințării a fost dezvoltată de Walt, care a definit amenințările prin intermediul puterii agregate, apropierea geografică, puterea ofensivă și intențiile agresive. Este o modificare a teoriei „echilibrului puterii”, ale cărei cadre au fost îmbunătățite de către neorealistul Kenneth Waltz. El consideră că state decid să formeze aliance si să adopte o strategie de echilibrare sau de aliniere în funcție de amenințarea pe care o percep. 